# Nikita Contini
Nikita Contini Baranowśkyj (ur. 21 maja 1996 w Czerkasach) – włoski piłkarz ukraińskiego pochodzenia występujący na pozycji bramkarza we włoskim klubie FC Crotone. Wychowanek Napoli, w trakcie swojej kariery grał także w takich zespołach, jak SPAL, Carrarese, Taranto, Pontedera, Siena oraz Virtus Entella.